# Garota de Ipanema

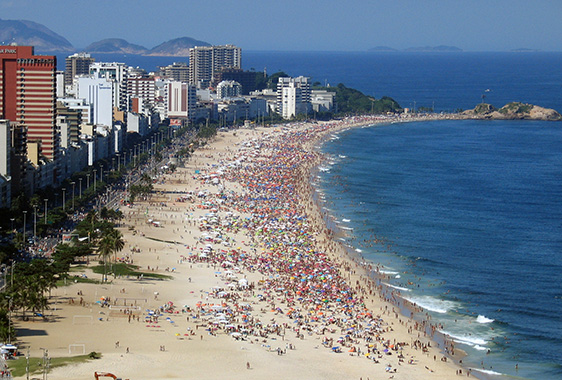
Playa de Ipanema.

Garota de Ipanema (en español La chica de Ipanema) es una canción de bossa nova compuesta en 1962, con letra de Vinícius de Moraes y música de Antônio Carlos Jobim, originalmente bajo el nombre de «Menina que passa» y pensada para una comedia musical titulada Dirigível (Dirigible), una obra en la que estaba trabajando Vinicius. El 19 de marzo de 1963 se realizó la grabación para la discográfica Verve por Stan Getz y João Gilberto, con Tom Jobim al piano, que luego saldría en el LP Getz/Gilberto.

## Letra
Los versos originales (algunas veces utilizados como introducción de la canción) decían:
Vinha cansado de tudo, de tantos caminhos
Tão sem poesía, tão sem passarinhos
Com medo da vida, com medo de amar. Quando na tarde vazia, tão linda no espaço
Eu vi a menina que vinha num passo
Cheio de balanço caminho do mar.
Tanto Jobim como Vinicius no estaban conformes con la letra hasta que un día, cuando ambos estaban en el bar Veloso (hoy Garota de Ipanema, en la esquina de Prudente de Morais y Montenegro, actualmente rua Vinicius de Moraes), decidieron rebautizar la canción y dedicar los versos a una muchacha que solía pasar rumbo a la playa:
Olha que coisa mais linda, mais cheia de graça
É ela a menina que vem e que passa
Num doce balanço caminho do mar. Moça do corpo dourado, do sol de Ipanema
O seu balançado é mais que um poema
é a coisa mais linda que eu já vi passar.
En marzo de 1963, Norman Gimbel adaptó la letra al inglés y la grabación de Astrud Gilberto, João Gilberto y Stan Getz (rebautizada «The Girl from Ipanema») se convirtió en un éxito mundial y obtuvo el reconocimiento mediante cuatro premios Grammy.

## Versiones y bandas sonoras
La primera interpretación registrada en audio es de una sesión en un club nocturno de Copacabana llamado Au Bon Gourmet, con la participación de Tom Jobim, Vinicius de Moraes, João Gilberto, Os Cariocas, Otávio Bailly en el bajo y Milton Banana en la percusión. Grabación no comercializada registrada el 1 de agosto de 1962.
Jobim al piano, inicia la entrada con unos acordes:
João: Tom, e se você fizesse agora uma canção, que possa nos dizer, contar o que o amor?
Tom: Olha, Joãozinho, eu não saberia, sem Vinicius pra fazer a poesia...
Vinicius: Para esse canção se realizar, quem dera, o João para cantar...
João: Ah, mas quem sou eu? Eu sou mais vocês, melhor se nós cantássemos os três....
Esta introducción la volvió a interpretar, sólo João Gilberto, en un concierto de reencuentro con Jobim, sin Vinicius, treinta años después.
Olha que coisa mais linda, mais cheia de graça
Ela é a menina que vem e que passa
Num doce balanço caminho do mar
Moça do corpo dourado do sol de Ipanema
O seu balançado é mais que um poema
É a coisa mais linda que Eu já vi passar
Ah! Porque estou tão sozinho
Ah! Porque tudo é tão triste
Ah! A beleza que existe
A beleza que não é só minha
Que também passa sozinha
Ah! Se ela soubesse que quando ela passa
O mundo sorrindo se enche de graça
E fica mais lindo por causa do amor
Y entran Os cariocas con Devagar; en la misma presentación, para cerrar: Garota de Ipanema; Só Danço Samba; Se Todos Fossem Iguais a Você
La primera grabación de estudio y comercial es de Pery Ribeiro en disco registrado en 1963, É todo bossa, antes de la versión del álbum Getz/Gilberto, su internacionalización.
Existen versiones en diferentes idiomas e instrumentales interpretadas por Frank Sinatra junto al propio Jobim en un programa de televisión y en estudio, Sammy Davis Jr. Cher, Sepultura, Nat King Cole, Herb Alpert and the Tijuana Brass y muchos otros. En 1993, Madonna cantó la canción en los shows brasileños del Girlie Show Tour. Más reciente, Amy Winehouse en su último álbum, recopilatorio y póstumo, la interpretó a su estilo. Aunque nunca la grabó, el icono mexicano José José ocasionalmente  interpretaba el tema en sus presentaciones en vivo.
Algunas artistas mujeres decidieron interpretarla cambiando el nombre por "The boy from Ipanema", como Shirley Bassey, Petula Clark, Rosemary Clooney, Ella Fitzgerald, Eartha Kitt, Diana Krall, Peggy Lee, The Supremes, Crystal Waters y Sarah Vaughan.
En italiano con Mina Mazzini y Caterina Valente; en francés con Nana Mouskouri y Jacqueline François.
En español hay varias versiones registradas con Los Tres Sudamericanos, Gloria Lasso, Los Hermanos Castro, Eugenia Leon, Monna Bell y Jarabe de Palo. Inclusive con Mariachi se ha interpretado.
En el capítulo 23 de la segunda temporada de I Dream of Jeannie,  Sammy Davis Jr. canta un fragmento de The girl from ipanema, a manera de ensayo: "The Greatest Entertainer in the World"

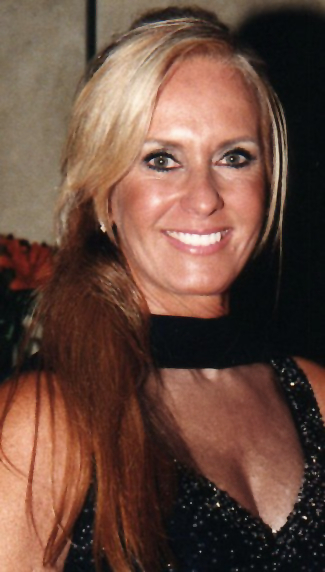
Helô Pinheiro.

También lleva su nombre una película de 1967 de Leon Hirszman, en tanto que la canción fue utilizada en muchos filmes de Hollywood, entre ellos: El color del dinero (1986), Tin Men (1987), The Fabulous Baker Boys (1989), Wayne's World 2 (1993), Un muchacho llamado Norte (1994), Mallrats (1995), Con cariño desde el cielo (1996), The Cable Guy (1996), The Stupids (1996), Vegas Vacation (1997), Deconstructing Harry (1997), Deep Rising (1998), Out of Sight (1998), Babe: Pig in the City (1998), The Emperor's New Groove (2000), Impostor (2001), Atrápame si puedes (2002), Buscando a Nemo (2003), El Gato (2003), The Life and Death of Peter Sellers (2004), Sr. y Sra. Smith (2005), V for Vendetta (2005), Alpha Dog (2006), The Invasion (2007) y Despicable Me (2010). A Good Day to Die Hard, elevator scene (2013) e Indiana Jones y el dial del destino (2023)

## La musa inspiradora
En 1965, Jobim y Vinicius le confesaron a Helô Pinheiro (cuyo verdadero nombre es Heloísa Eneida Menezes Paes Pinto) que ella había sido la musa inspiradora. Cuando ella se casó, Tom Jobim y su esposa Teresa fueron los padrinos de la boda. Helô es dueña actualmente de una cadena de locales de venta de bikinis llamado Garota de Ipanema.
En Revelação: a verdadeira Garota de Ipanema, Vinicius de Moraes escribió que ella era:

o paradigma do bruto carioca; a moça dourada, misto de flor e sereia, cheia de luz e de graça mas cuja a visão é também triste, pois carrega consigo, a caminho do mar, o sentimento da que passa, da beleza que não é só nossa — é um dom da vida em seu lindo e melancólico fluir e refluir constante.

el paradigma del tipo carioca; una mujer dorada, mezcla de flor y sirena, llena de luz y de gracia pero cuya visión es también triste, pues lleva consigo, camino del mar, el sentimento de lo que pasa, la belleza que no es nuestra — es un don de la vida en su lindo y melancólico fluir y refluir constante.